# 쿠즈니차
쿠즈니차(러시아어: Кузница, Kuznitsa)는 1920년부터 1932년까지 존속했던 소련의 문학 단체이다.

## 역사
쿠즈니차는 1920년 1월 프롤레트쿨트에서 나온 프롤레타리아 작가들로 조직되었으며, 1920년 5월에 잡지 쿠즈니차를 창간했다. 이들은 퇴폐적 부르주아 문학 사조인 미래주의(Futurism)나 상징주의등에서 벗어나 프롤레타리아 고유의 예술 이념을 전파하는 것을 목표로 삼았다. 그러나 프롤레트쿨트와 마찬가지로 당 중심의 문화 정책에 협조적이지 않았고 레닌의 신경제정책(NEP) 정책 또한 거부하였다. 1923년부터 쿠츠니차는 러시아 프롤레타리아 작가협회 총연합(VOAPP)에 참여했으나 점차 쇠퇴하여 내적 논쟁으로 분열되었고, 1930년대에는 분열이 심화되어 다수파가 라프(RAPP, 러시아 프롤레타리아 문학연맹)에 가입했다.